# گراسیموفکا (قزاقستان)
گراسیموفکا (به قزاقی: Gerasimovka) یک منطقهٔ مسکونی در قزاقستان است که در استان آلماتی واقع شده‌است.